# Dyscinetus minor
Dyscinetus minor är en skalbaggsart som beskrevs av Chapin 1935. Dyscinetus minor ingår i släktet Dyscinetus och familjen Dynastidae. Inga underarter finns listade i Catalogue of Life.